# Liste öffentlicher Bücherschränke im Landkreis Ludwigsburg
In der Liste öffentlicher Bücherschränke im Landkreis Ludwigsburg sind öffentliche Bücherschränke für Orte, die zum Landkreis Ludwigsburg in Baden-Württemberg gehören, aufgeführt. Sie ist primär nach Orten sortiert, unabhängig davon, ob es sich um Ortsteile, Gemeinden oder Städte handelt. Der Artikel ist Teil der übergeordneten Liste öffentlicher Bücherschränke in Baden-Württemberg. Ein öffentlicher Bücherschrank ist ein Schrank oder schrankähnlicher Aufbewahrungsort mit Büchern, der dazu dient, Bücher kostenlos, anonym und ohne jegliche Formalitäten zum Tausch oder zur Mitnahme anzubieten. Die Liste erhebt keinen Anspruch auf Vollständigkeit.

## Öffentliche Bücherschränke im Landkreis Ludwigsburg
Derzeit sind im Landkreis Ludwigsburg 64 öffentliche Bücherschränke erfasst (Stand: 8. August 2025):
| Bild | Ausführung                                              | Ort                                   | Seit          | Anmerkung | Geokoordinaten                                 |
| ---- | ------------------------------------------------------- | ------------------------------------- | ------------- | --- | ---------------------------------------------- |
|      | Bücherschrank                                           | Aldingen (Remseck am Neckar)          |               | vor dem „Haus der Bürger“ | ⊙ Neckarstraße 56                              |
|      | Bücherregal                                             | Asperg                                |               | im Theater „Glasperlenspiel“ | ⊙ Kelterstraße 5                               |
|      | Bücherzelle                                             | Asperg                                |               | Am Bürgergarten | ⊙ Carl-Diem-Straße 8                           |
|      | Bücherzelle                                             | Asperg                                |               | | ⊙ Ecke Kelterstraße/Schulstraße                |
|      | Bücherregal                                             | Benningen am Neckar                   |               | | ⊙ Ludwigsburger Straße 54                      |
|      |                                                         | Besigheim                             |               | Offener Bücherschrank Besigheim | ⊙ Marktplatz 12                                |
|      | Rote englische Telefonzelle                             | Bietigheim (Bietigheim-Bissingen)     | 2017          | Vor dem Bad am Viadukt | ⊙ Forsthausstraße 21                           |
|      | Bücherschrank                                           | Bietigheim (Bietigheim-Bissingen)     |               | In den Marktplatzarkaden, nur zugänglich zu deren Öffnungszeiten                                                                                           | ⊙ Marktplatz 9                                 |
|      | Bücherschrank aus Metall mit Schiebetür aus Makrolon    | Ditzingen                             |               | Initiiert durch die Bürgerstiftung Ditzingen, hinter dem Schloss, Glemsbalkon                                                                              | ⊙ Hinter dem Schloß 3                          |
|      | Bücherschrank                                           | Erdmannhausen                         |               | „Kleiner Bücherflohmarkt“ vor der Evangelischen Kirchengemeinde                                                                                            | ⊙ Schulstraße 10/1                             |
|      |                                                         | Erligheim                             |               | | ⊙ Rathausstraße 7                              |
|      | Bücherregal                                             | Freiberg am Neckar                    |               | am Bahnhof | ⊙ Bahnhofstraße 12                             |
|      | Bücherregal                                             | Freiberg am Neckar                    |               | | ⊙ Obere Dorfstraße 31                          |
|      | Bücherschrank                                           | Freudental                            |               | im Eingangsbereich des Rathauses, nur zugänglich zu dessen Öffnungszeiten                                                                                  | ⊙ Schloßplatz 1                                |
|      | Englische Telefonzelle                                  | Gerlingen                             | 2014          | Englische Telefonzelle, U-Bahn-Haltestelle Gerlingen | ⊙ Schulstraße 22                               |
|      | Bücherregal am Waaghäusle in Gronau                     | Gronau (Oberstenfeld)                 | Apr. 2022     | | ⊙ Ecke Schulstraße/Entengasse                  |
|      | Bücherregal                                             | Großingersheim (Ingersheim)           |               | Vor der Gemeindeverwaltung | ⊙ Hindenburgplatz 10                           |
|      | Bücherschrank                                           | Heimerdingen (Ditzingen)              | Sep. 2021     | nähe der Volksbank-Filiale | ⊙ Karlstraße 4                                 |
|      | Bücherschrank                                           | Hemmingen                             |               | In einem separaten Raum in der Postfiliale. | ⊙ Heimerdinger Straße 14                       |
|      | Bücherschrank                                           | Hessigheim                            |               | | ⊙ Besigheimer Straße 115                       |
|      | Bücherschrank                                           | Hirschlanden (Ditzingen)              |               | | ⊙ Rathausplatz 4                               |
|      | Telefonzelle, künstlerisch gestaltet von Frederik Merkt | Hochberg (Remseck am Neckar)          | März 2013     | Initiiert von der Fachgruppe Bürgerschaftliches Engagement der Stadtverwaltung Remseck am Neckar, an der Bushaltestelle Alexandrinenplatz in der Ortsmitte | ⊙ Alexandrinenplatz                            |
|      | Bücherschrank                                           | Hochdorf (Remseck am Neckar)          | Dez. 2014     | Ausleihe im Remsecker Ortsteil Hochdorf am Wilhelmsplatz                                                                                                   | ⊙ Wilhelmsplatz                                |
|      | Bücherschrank                                           | Höpfigheim (Steinheim an der Murr)    |               | Bücherschrank Steinheim-Höpfigheim | ⊙                                              |
|      | Bücherschrank                                           | Horrheim (Vaihingen an der Enz)       |               | | ⊙ Alte Marktstraße 3                           |
|      | Bücherfass                                              | Kleinbottwar (Steinheim an der Murr)  |               | Offenes Bücherfass | ⊙                                              |
|      | Telefonzelle                                            | Kleinglattbach (Vaihingen an der Enz) |               | mit Sitzbank | ⊙ Schillerstraße 28                            |
|      | Bücherregal                                             | Kleiningersheim (Ingersheim)          |               | | ⊙ Ecke Pfarrgasse/Austraße                     |
|      | Bücherregal                                             | Kirchheim am Neckar                   | März 2016     | Offenes Bücherregal im Kirchheimer Dorfladen („KiD“), nur zugänglich zu dessen Öffnungszeiten (Mo–Fr 8:30–12:30, 13:30–18:30; Sa 8:00–15:00)               | ⊙ Hauptstraße 74                               |
|      | Getränke-Kühlschrank                                    | Korntal (Korntal-Münchingen)          | 4. Juli 2017  | Korntals cooles Bücherregal, initiiert vom Freundeskreis der Stadtbücherei Korntal-Münchingen                                                              | ⊙ Feuerseeweg 1                                |
|      | Telefonzelle                                            | Kornwestheim                          |               | | ⊙ Bahnhofsplatz                                |
|      | Telefonzelle                                            | Kornwestheim                          |               | | ⊙ Kimry-Platz                                  |
|      | Telefonzelle                                            | Kornwestheim                          |               | | ⊙ Ecke Eastleighstraße/Beethovenstraße         |
|      | Bücherschrank                                           | Löchgau                               |               | | ⊙ Bushaltestelle Wette                         |
|      | Bücherschrank                                           | Ludwigsburg                           |               | Marktplatz Ludwigsburg | ⊙ Marktplatz 12                                |
|      | Bücherschrank                                           | Ludwigsburg                           |               | Vor dem Kulturzentrum Ludwigsburg | ⊙ Wilhelmstraße 9/1                            |
|      | Bücherschrank                                           | Ludwigsburg                           |               | Vor der Erlöserkirche in einem unbeschrifteten Schrank | ⊙ Erbestraße 7                                 |
|      | Bücherregal                                             | Marbach am Neckar                     |               | Bücherregal am Lugplätzle | ⊙ Wildermuthstraße 3                           |
|      | Bücherregal                                             | Marbach am Neckar                     |               | | ⊙ Obere Holdergasse 15                         |
|      | Bücherregal                                             | Markgröningen                         |               | | ⊙ Ostergasse 4                                 |
|      | Bücherschrank                                           | Möglingen                             |               | Offener Bücherschrank im Löscher | ⊙ Hohenstaufenstraßenstr 33                    |
|      | Bücherschrank                                           | Möglingen                             |               | Offener Bücherschrank am Rathaus | ⊙ Rathausplatz 7                               |
|      | Bücherschrank                                           | Mundelsheim                           |               | | ⊙ Hessigheimer Straße 46                       |
|      | Bücherschrank                                           | Neckarrems (Remseck am Neckar)        |               | | ⊙ Am Remsufer 16                               |
|      | Bücherschrank                                           | Neckarweihingen (Ludwigsburg)         |               | | ⊙ Hauptstraße 50                               |
|      | Bücherregal unter Vordach neben der Eingangstür         | Nussdorf (Eberdingen)                 | 2020          | Büchertauschregal des Eberdinger Sommertheater e. V. am Theater in der Nussschale                                                                          | ⊙ Schlossstraße 15                             |
|      | Bücherschrank                                           | Oßweil (Ludwigsburg)                  |               | Bücherschrank am Wettemarkt | ⊙ Westfalenstraße 15                           |
|      | Bücherschrank                                           | Ottmarsheim (Besigheim)               |               | | ⊙ Ecke Liebensteiner Straße/Besigheimer Straße |
|      | Bücherschrank                                           | Pflugfelden (Ludwigsburg)             | Okt. 2022     | Bücherschrank am Dorfbrunnen | ⊙ Dorfstraße 11                                |
|      | Bücherregal                                             | Rielingshausen (Marbach am Neckar)    | 2019          | an der Bushaltestelle gegenüber vom Bäcker | ⊙ Hauptstraße 37                               |
|      | Bücherregal                                             | Riet (Vaihingen an der Enz)           |               | Im Hof der Verwaltungsstelle Riet | ⊙ Ludwigsburger Straße 14                      |
|      | Getränke-Kühlschrank                                    | Sachsenheim                           | 29. Juni 2019 | Bücherschrank Sachsenheim Restaurant ECO | ⊙ Lammstraße 2                                 |
|      | Bücherschrank                                           | Sachsenheim                           |               | Bücherschrank | ⊙ Hauptstraße 14                               |
|      | Bücherschrank                                           | Schöckingen (Ditzingen)               |               | | ⊙ Schillerstraße 19                            |
|      | Bücherschrank                                           | Schwieberdingen                       |               | | ⊙ Schloßhof                                    |
|      | Bücherschrank                                           | Sersheim                              |               | vor der Sparkasse | ⊙ Sedanstraße 26                               |
|      | Bücherschrank                                           | Steinheim an der Murr                 |               | Organisiert vom Bürgernetzwerk Steinheim an der Murr e. V.                                                                                                 | ⊙ Klosterhof 6                                 |
|      | Bücherregal                                             | Tamm                                  | 28.11.2001    | Tamm Friedrichstraße, überdacht (bei Fa. Buhlinger) | ⊙ Friedrichstraße 46                           |
|      | Metallschrank                                           | Tamm                                  |               | Tamm Hauptstraße, beim Rathaus | ⊙ Hauptstraße 102                              |
|      | Kühlschrank                                             | Tamm                                  |               | | ⊙ Rotwiesenstraße 1                            |
|      | Holzschrank                                             | Vaihingen an der Enz                  | 2009          | Zwei Bücherregale, Projekt der „Vaihinger Aktion Innenstadt“ (VAI)                                                                                         | ⊙ Ecke Marktgasse/Radbrunnengasse              |
|      | Bücherregal                                             | Vaihingen an der Enz                  |               | | ⊙ Hans-Krieg-Straße 25                         |
|      | Bücherschrank                                           | Vaihingen an der Enz                  |               | | ⊙ Marktplatz 13                                |
|      | Bücherregal                                             | Walheim                               |               | im Eingangsbereich der VR-Bank, jederzeit zugänglich | ⊙ Hauptstr. 66                                 |

## Ehemalige Bücherschränke
Folgende ehemalige öffentliche Bücherschränke im Landkreis Ludwigsburg bestehen nicht mehr:
| Bild | Ausführung    | Ort         | Seit          | Anmerkung | Geokoordinaten    |
| ---- | ------------- | ----------- | ------------- | --- | ----------------- |
|      | Holzregal     | Ludwigsburg | 17. Apr. 2018 | Im C4 Cafe, initiiert von NaturVision Filmfestival, im August 2025 war der Bücherschrank nicht mehr vorhanden | ⊙ Arsenalstraße 4 |
|      | Bücherschrank | Sachsenheim |               | Bücherschrank am Bahnhof Sachsenheim, im Juli 2025 war der Bücherschrank nicht mehr auffindbar                | ⊙ Bahnhofstraße   |

## Statistik
Für einen Vergleich zu den anderen Land- und Stadtkreisen Baden-Württembergs sowie zum Landesdurchschnitt siehe die Statistik öffentlicher Bücherschränke in Baden-Württemberg.